# Fiona Bigwood
Fiona Bigwood (24 aprile 1976) è una cavallerizza britannica, medaglia d'argento nel dressage a squadre a Rio de Janeiro 2016 con il cavallo Orthilia.

## Palmarès
- Olimpiadi

Rio de Janeiro 2016:argento nel dressage a squadre.
- Mondiali

Kentucky 2010: argento nel dressage a squadre.
- Campionati europei di dressage

Aquisgrana 2015: argento nel dressage a squadre.